# دانشگاه ملی ارضی قزاقستان
دانشگاه ملی ارضی قزاقستان (به قزاقی: Kazakh National Agrarian University) یک دانشگاه در قزاقستان است که در آلماتی واقع شده‌است.